# Zbigniew Czajkowski (zootechnik)
Zbigniew Czajkowski (ur. 7 marca 1921 w Wiszence, zm. 12 kwietnia 1976 w Szczecinie) – polski profesor nauk weterynaryjnych w zakresie zoohigieny, nauczyciel akademicki

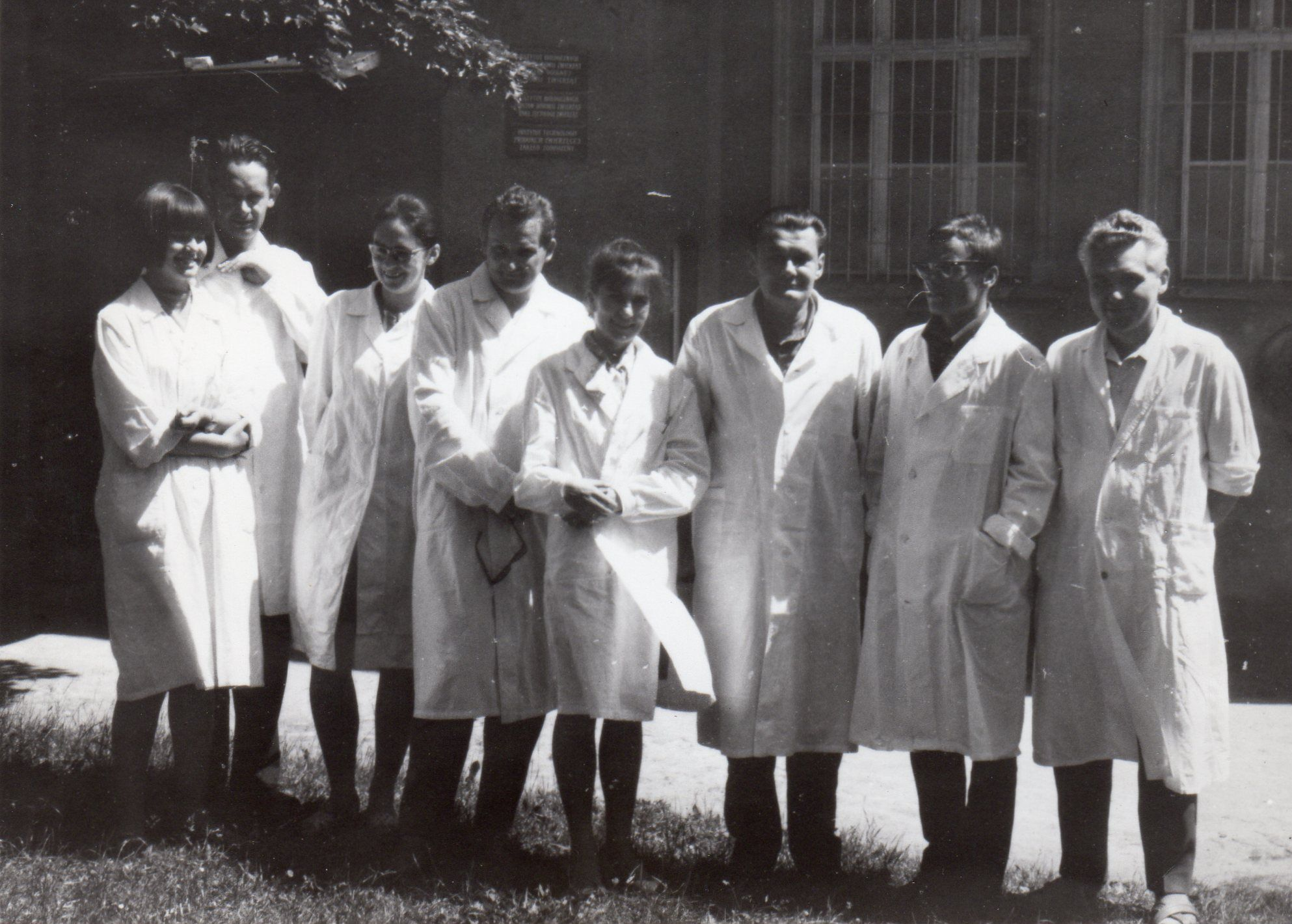
Zespół Zoohigieny AR Szczecin 1975, Z. Czajkowski - 3. od prawej

## Życiorys
Zbigniew Czajkowski w latach hitlerowskiej okupacji zaangażował się w tajne nauczanie młodzieży i brał czynny udział w Zbrojnym Ruchu Oporu. W końcowym etapie walki uczestniczył w kilku zgrupowaniach bojowych Powstania Warszawskiego. Po powstaniu znalazł się w niewoli niemieckiej, przechodząc przez kilka obozów jenieckich. W kwietniu 1945 przedostał się do Szwajcarii, gdzie przebywał przez kilka miesięcy jako internowany wojskowy. Po powrocie do Polski zamieszkał we Wrocławiu i tam w latach 1946-1951 odbył studia wyższe na Wydziale Medycyny Weterynaryjnej Uniwersytetu Wrocławskiego. Będąc studentem, rozpoczął pracę jako asystent profesora Mieczysława Ceny. Zajął się zoohigieną, której poświęcił pozostałą część życia. W 1951 otrzymał dyplom lekarza weterynarii, a rok później – stopień naukowy doktora (1952) na podstawie dysertacji Ilościowe badania nad zawartością dwutlenku węgla, amoniaku i siarkowodoru w powietrzu pomieszczeń zwierzęcych, która była pierwszą tego rodzaju pracą w Polsce wykonaną w pomieszczeniach zwierzęcych.
W 1957 przeniósł się do nowo powstałej Wyższej Szkoły Rolniczej w Szczecinie, gdzie zorganizował Katedrę Zoohigieny, którą kierował do końca życia. W 1961 został doktorem habilitowanym na podstawie rozprawy Porównawcze badania nad wpływem ważniejszych czynników środowiska zewnętrznego na przebieg niedokrwistości u prosiąt. W latach 1965–1967 był prodziekanem Wydziału Zootechnicznego. Tytuł profesora nadzwyczajnego otrzymał w 1968, a profesora zwyczajnego – w 1976.
Profesor Zbigniew Czajkowski zajmował się zoohigieniczną oceną środowiska hodowlanego ze szczególnym uwzględnieniem budynków inwentarskich, wpływem warunków utrzymywania na zdrowie i produkcyjność zwierząt gospodarskich, badaniami nad transportem i aklimatyzacją zwierząt hodowlanych i użytkowych oraz fizjologicznymi podstawami treningu zwierząt. Opublikował jako autor i współautor ponad 100 prac naukowych o charakterze podstawowym lub praktycznym. Jest autorem dwóch wydań podręcznika zoohigieny i współautorem monografii. 
Wypromował 8 doktorów, kilkudziesięciu magistrów inżynierów, był recenzentem wielu prac doktorskich, habilitacyjnych oraz opinii w sprawie nadania tytułów profesorskich.
Był członkiem Szczecińskiego Towarzystwa Naukowego, Polskiego Towarzystwa Nauk Weterynaryjnych, Polskiego Towarzystwa Zootechnicznego, Polskiego Towarzystwa Zoologicznego, członkiem założycielem i przedstawicielem Polski w Międzynarodowym Towarzystwie Zoohigienicznym, Europejskiej Komisji ds. Zdrowia Zwierząt.
Zbigniew Czajkowski został pochowany na Cmentarzu Centralnym w Szczecinie w kwaterze 45D/N/81.

## Wybrane publikacje
- Skład chemiczny powietrza w pomieszczeniach zwierzęcych. „Post. Wiedzy Roln.” 1953, 5, 2, s.53-66 (wsp. Mieczysław Cena)
- Podstawy zoohigieny i zarys chorób zwierząt gospodarskich. PWRiL Warszawa 1957 (wsp. B. Fitko)
- Wstępne badania nad warunkami transportu zwierząt hodowlanych.  „Med. Weter.” 1960, 16, 5, s.282-288 (wsp. A. Baranowska)
- Einfluss der Haltungsbedingungen auf den Verlauf der Ferkelanämie. „Archiv f. Experim. Vet.-Med.” 1960, 14
- Wpływ transportu kolejowego na zachowanie się niektórych fizyko-chemicznych właściwości i obrazu białokrwinokowego obwodowej krwi ogierów. „Zesz. Nauk. WSR w Szczecinie” 1961, 4 (wsp. H. Balbierz, A. Baranowska, H. Nikołajczuk)[15]
- Możliwości zastosowania niektórych klinicznych badań laboratoryjnych jako biologicznych testów dla celów zoohigieny. „Med. Weter.” 1962, 18, 8, s.495-500
- Uwagi w sprawie anemii prosiąt. „Med. Weter.” 1963, 19, 9, s.502-506 (wsp. H. Balbierz, A. Baranowska)
- Porównawcze badania nad niedoborem żelaza i miedzi w krwi bydła. „Zesz. Nauk. WSR w Szczecinie” 1964, 15 (wsp. Teresa Dziembowska)[16]
- Wstępne badania nad wpływem transportu morskiego na organizm krów. „Med. Weter.” 1965, 21, 7, s.390-395 (wsp. J. Roszkowski)
- Zur Hygiene des Transports bei Zucht- und Nutztieren. Institut f. Veterinärhygiene der Humbold – Universität. Berlin 1966
- Zoohigiena ogólna. PWRiL Warszawa 1971, 1973, 276 ss.

## Odznaczenia[2]
- Krzyż Kawalerski Orderu Odrodzenia Polski (1971)
- Odznaka Tysiąclecia
- Gryf Pomorski (1966)
- Złota Odznaka ZNP (1974)